# Pachyrhinosaurus
Pachyrhinosaurus ("Tjocknosad ödla") var ett släkte växtätande horndinosaurier (ceratopsia) som levde i Nordamerika (Kanada och Alaska) för cirka 75 miljoner år sedan. Till skillnad från de flesta andra ceratopsider hade inte Pachyrhinosaurus något horn på nosen, utan en stor, skrovlig benknöl. Tidigare misstänkte en del forskare att det var resultatet av en läkt skada, tills man nyligen hittade en stor benbädd med Pachyrhinosaurier i Alberta.

## Beskrivning

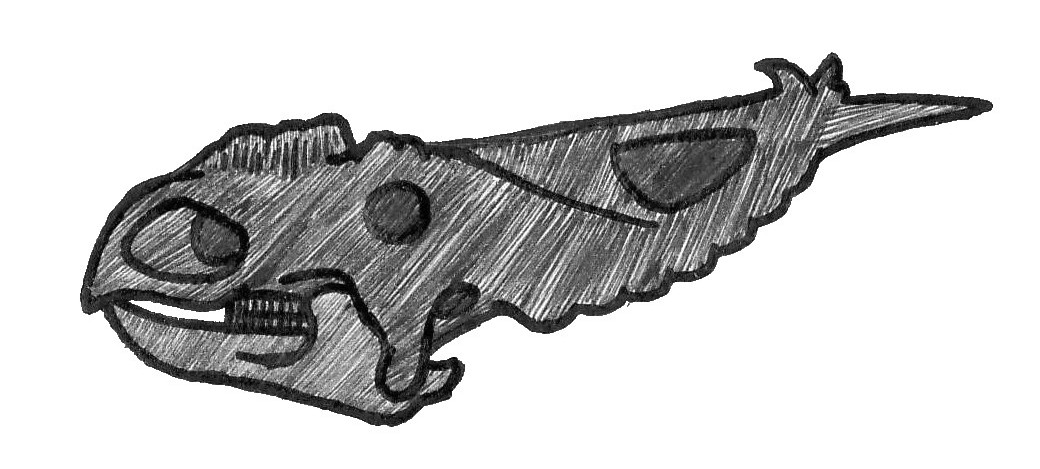
Enkel illustration av skallen hos arten P. canadensis.

Pachyrhinosaurus blev upp till 6 meter lång. Det var en typisk ceratopsid, som gick på alla fyra, och hade tungt byggd kropp med stor skalle. Skallen hade en stor krage av ben som sträckte sig från bakhuvudet till nacken. Den märkliga benknölen på nosen fanns även hos nära kusiner till Pachyrhinosaurus, såsom Achelousaurus. Pachyrhinosaurus hade även hornuppsättningar på nackragen, vilka varierade mellan de båda arterna P. canadensis och P. lakustai. Varför den hade en sådan benknöl på nosen är inte klart. Vissa forskare hävdar att den fäste något slags utskott av keratin, men studier av fossil tyder på att det inte är så sannolikt.